# Afonso VIII de Castela
Afonso VIII de Castela, chamado O Nobre ou O das Navas (Sória, 11 de novembro de 1155 — Gutierre-Muñoz, 5 de outubro de 1214), foi rei de Castela desde 1158 até sua morte.
É lembrado principalmente pelo seu papel na Reconquista, levando à queda do Califado Almóada. Depois de uma pesada derrota na Batalha de Alarcos, liderou uma coligação de forças cristãs na Batalha de Navas de Tolosa, evento que marcou o início da supremacia cristã na Península Ibérica.
O seu reinado também foi marcado pelo domínio de Castela sobre Leão e pela aliança com Aragão, tornando o seu reino o mais poderoso da região.
Afonso VIII também é avô de dois reis reconhecidos como santos pela Igreja Católica: São Luís e São Fernando

## Ascendentes e infância
Filho de Sancho III de Castela e de Branca, infanta de Navarra, Afonso VIII era neto paterno de Afonso VII de Leão e Berengária de Barcelona, e neto materno do rei Garcia Ramires de Pamplona e de Margarida de l'Aigle, portanto, descendente de Rodrigo Dias de Vibar, o Cid.
Em 1157, o rei Afonso VII faleceu e, à hora da sua morte, dividiu o reino entre os dois filhos, legando Castela ao seu primogénito Sancho e Leão a Fernando. Os dois reinos outrora unidos tinham agora objectivos políticos diferentes, apesar do Tratado de Sahagún (23 de Maio de 1158) celebrado pelos dois irmãos, que estabelecia a colaboração dos dois reinos e a repartição dos territórios conquistados a Portugal e aos mouros.
Sancho III de Castela morreu em 31 de Agosto de 1158, com 23 anos. Afonso, o único filho legítimo do jovem rei, subiu ao trono com apenas 3 anos de idade.
O jovem rei serviu de joguete nas mãos dos dois grandes partidos nobiliárquicos que disputavam o poder em Castela, os Lara e os Castro. Além disso, o seu tio Fernando II reclamava igualmente a regência do reino, situação que quase conduziu a uma guerra civil. Nuno Peres de Lara, irmão de Manrique Perez de Lara, o regente do reino de Castela, levou a Afonso a San Esteban de Gormaz e Ávila, leais ao rei de Castela.

## Reinado e reconquista
Assim, desde a adolescência que teve de lutar para reconquistar o seu reino. Tomou de surpresa a cidade de Toledo, então nas mãos da nobreza castelhana. Em 1170, aos 15 anos de idade, casa-se com a sua noiva de 9 anos de idade, Leonor de Inglaterra, filha de Henrique II de Inglaterra e Leonor da Aquitânia.

Mapa da reconquista, mostrando as regiões dos almóadas e os reinos de Portugal (P), Leão (L) Castela (C), Navarra (N) e Aragão (A).

Em 1174 sediou a Ordem de Santiago na vila de Uclés, a partir de onde inicia uma campanha que culmina com a reconquista de Cuenca em 1177. A cidade rende-se a 21 de Setembro, no dia de São Mateus, que passa a ser também o dia dessa cidade.
Compreendendo as vantagens de uma aliança contra o inimigo comum almóada, negocia com todos os reinos cristãos da Península Ibérica e consegue firmar o Tratado de Cazola (1179) com Afonso II de Aragão, para partilha dos territórios a reconquistar.
Depois de refundar a cidade de Plasencia em 1186, conquistada aos mouros, relança o movimento da Reconquista com o objectivo também de unificar a nobreza castelhana na sua causa, e recupera parte de La Rioja da posse de Navarra.
Depois da quebra das tréguas com o Califado Almóada, em 1195 Afonso vai socorrer a cidade de Alarcos (hoje em dia Cidade Real), nessa época o enclave mais importante da região. Na batalha que se seguiu, foi derrotado pelo califa Abu Iúçufe Iacube Almançor e perdeu toda a região. A fronteira de Castela com o império almóade ficou 17 anos nos Montes de Toledo, ameaçando a própria cidade de Toledo e a região do vale do rio Tejo.
Até que em 1212, com a mediação do papa Inocêncio III, foi convocada uma cruzada com o objectivo de derrotar o poder almóada. Sancho VII de Navarra, Pedro II de Aragão e um exército de Afonso II de Portugal, para além das ordens militares de Santiago, Calatrava, Templários e Hospital, responderam ao chamado. Afonso IX de Leão, em conflito com Castela e Portugal não juntou as suas forças ao exército cristão, mas alguns cavaleiros leoneses aderiram de moto próprio à Cruzada.
Começando com a conquista de Calatrava, depois Alarcos e Benavente, a campanha terminou em uma vitória decisiva na Batalha de Navas de Tolosa, a 16 de Julho de 1212 frente ao califa almóada Maomé Anácer, e na recuperação dos territórios do vale do rio Guadiana.

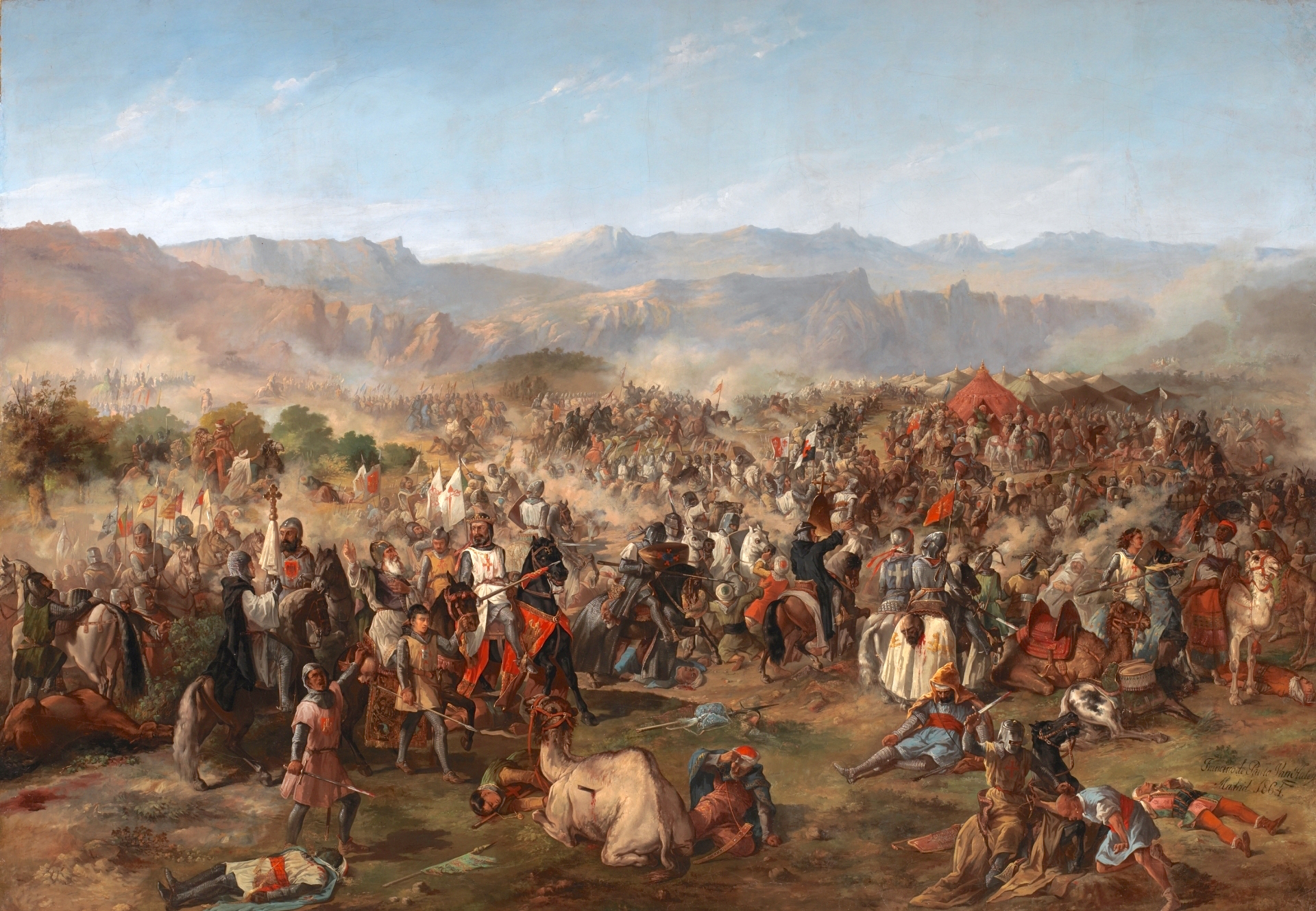
Batalha de Navas de Tolosa (pintura a óleo do século XIX, de F. P. Van Halen, exposta no Palácio do Senado em Madrid)

Afonso VIII morreu em 5 de Outubro de 1214, e foi enterrado junto com a esposa no Mosteiro de Las Huelgas em Burgos, panteão dos reis de Castela.

## Contribuições para a cultura
A corte de Afonso VIII teria sido um importante instrumento cultural, acolhendo trovadores e sábios, especialmente pela influência da sua esposa Leonor de Inglaterra, com quem teria uma verdadeira relação de amor.
O monarca terá ainda sido o fundador do primeiro studium generale (Universidade) da Península Ibérica, em Palência. No entanto, esta instituição não terá sobrevivido por muito tempo após o seu falecimento.